# 1395
Évszázadok: 13. század – 14. század – 15. század
Évtizedek: 1340-es évek – 1350-es évek – 1360-as évek – 1370-es évek – 1380-as évek – 1390-es évek – 1400-as évek – 1410-es évek – 1420-as évek – 1430-as évek – 1440-es évek
Évek: 1390 – 1391 – 1392 – 1393 –  1394 – 1395 – 1396 – 1397 – 1398 – 1399 – 1400

## Események

### Határozott dátumú események
- március 7.
  - István moldvai vajda elismeri Zsigmond főségét.
  - Zsigmond király Brassóban kölcsönös segítségnyújtási szerződést köt Mirceával, az előző év végén elűzött havasalföldi vajdával. (Az egyezség értelmében a vajda arra kötelezte magát, hogy a magyar királyt a török ellen saját személyével és haderejével  segíti, illetve szabad átvonulást engedélyez a vajdaság egész területén, a városok elfoglalásában és megvédésében.)[1]
- április 26. – Gruba Ilona bosnyák királyné a lányának, Sztana hercegnőnek ajándékozza a Humban fekvő Velijake községet.
- május 11. – Milánó grófságból hercegség lesz, első hercege Gian Galeazzo Visconti[2]
- május 17. – Mária királynő halálával véget ér az Anjou-ház uralkodása Magyarországon. (A trónon férje, az 1387 óta társuralkodóként regnáló Luxemburgi Zsigmond követi egyeduralkodóként, aki 1437-ig uralkodik.)
- augusztus 29. – IV. Albert lesz Ausztria hercege. (1404-ig uralkodik.)
- október 6. – Luxemburgi Zsigmond magyar király a kérésére  IX. Bonifác pápa által kiadott teljes, négy fakultásból álló egyetem létesítésére adott engedéllyel az ország központjában megalapíja az első fővárosi egyetemet, melynek első vezetője Órévi Lukács (budai prépost, majd csanádi püspök).[3][4]

### Határozatlan dátumú események
- az év első napjai – Luxemburgi Zsigmond Moldva ellen vonul, s megveri István vajda seregét.[1]
- április vége–május eleje – Zsigmond Havasalföld visszafoglalására indul, azonban a főerők lassú mozgása és az ebből adódó késlekedés okán – a törökök által támogatott – havasalföldi vajda, Vlad csapatai a Losonczi István (volt macsói bán) és Bebek Ferenc királynéi ajtónállómester vezette magyar előhadakra – egy folyón való átkelés közben – súlyos vereséget mér. (Az összecsapásban Losonczi István maga is elesett. A hadjárat első szakaszában elfoglalták a vajdaság központjának számító Curtea de Argeșt, ezzel megerősítették Mirceát vajdai székében.)[1]
- június vége – Zsigmond Brassó városánál összegyűjti seregét, s a következő hónap elején másodszor is Havasalföld ellen indul. (A hadműveletek során Zsigmond és Mircea hadai vereséget mértek Vladra és török segédcsapataira.)[1]
- július – Zsigmond serege elfoglalja a török helyőrséggel ellátott Kis-Nikápoly várát. (A sikeres ostromot követően a király seregét innen nyugatnak fordította, és a Duna vonalát követve visszatért a Magyar Királyság területére.)[1]
- nyár – I. Vlad vajda csapatai a havasalföldi hadjáratról hazavonuló magyar sereget a Törcsvári-szorosban megtámadja  és megveri.[5]
- szeptember 7. után – Gruba Ilona bosnyák királynét, Dabiša István bosnyák király özvegyét választják Bosznia uralkodójává.
- az év folyamán –
  - Rama Ratchathirat lesz Thaiföld királya.
  - Trónra lép az aztékok második királya, Huitzilihuitl, Acamapichtli fia.
  - Maternus veszprémi püspök széket cserél Jánoki Dömötör erdélyi püspökkel.[6]

## Születések
- május 17. – Luxemburgi N. magyar királyi herceg, Zsigmond magyar király és Mária magyar királynő fia († 1395)
- I. Gianfrancesco Gonzaga Mantova őrgrófja († 1444)

## Halálozások
- március 13. – John Barbour skót költő
- május 5. – Bagrationi Eudokia trapezunti császárné, IX. Dávid grúz király lánya (* 1360 előtt)
- május 17. – Mária magyar királynő, Nagy Lajos magyar király lánya a megszületett fiával, Luxemburgi N. magyar királyi herceggel együtt (* 1371)
- augusztus 29. – III. Albert osztrák herceg (* 1349)
- szeptember 7. – Dabiša István bosnyák király (* 1323 körül)
- Acamapichtli, az aztékok első uralkodója
- Losonczi István macsói bán